# Still Stills: The Best of Stephen Stills
Still Stills: The Best of Stephen Stills är ett samlingsalbum av musikern Stephen Stills, utgivet 1976.
Låtarna på albumet är hämtade från Stills två första soloalbum, Stephen Stills och Stephen Stills 2, samt från de två albumen han gav ut med Manassas, Manassas och Down the Road.

## Låtlista
Samtliga låtar skrivna av Stephen Stills, om annat inte anges.
1. "Love the One You're With" - 3:03
2. "It Doesn't Matter" (Stephen Stills/Chris Hillman) - 2:30
3. "We Are Not Helpless" - 4:17
4. "Marianne" - 2:27
5. "Bound to Fall" (Mike Brewer/Tom Mastin) - 1:57
6. "Isn't It About Time" - 3:02
7. "Change Partners" - 3:13
8. "Go Back Home" - 5:56
9. "Johnny's Garden" - 2:46
10. "Rock & Roll Crazies/Cuban Bluegrass" (Stephen Stills/Dallas Taylor/Joe Lala) - 3:34
11. "Sit Yourself Down" - 3:05